# Pokémon Origins
Pokémon Origins, kendt i Japan Japan som Pocket Monsters: The Origin (ポケットモンスター THE ORIGIN Poketto Monsutā Ji Orijin), er en spin-off animeserie baseret på Nintendos Pokémon-franchise. I modsætning til TV-serien foregår denne 90 minutter lange special under samme kontekst og med de samme karakterer som i de oprindelige Pokémon Red og Blue-spil og følger for det samme design og de samme mekanikker. Animationen blev håndteret af Production I.G, Xebec og OLM, Inc., og filmen er delt op i fire dele, som alle er instrueret af forskellige instruktører fra disse studier. Den blev sendt på TV Tokyo den 2. oktober 2013, ti dage før udgivelsen af X og Y-spillene, og blev streamet internationalt på Nintendos Pokémon TV-tjeneste fra den 15. november 2013 til den 2. december 2013. Den 14. september 2016 blevdet første afsnit lagt gratis op på Pokémons officielle YouTube-kanal og blev senere fjernet igen i 2017. Pokémon Origins har ikke fået en dansk versionering.

## Afsnit
| Ep | Title                              | Japansk visning | International visning |
| --- | ---------------------------------- | --------------- | --------------------- |
| 1 | "Red" "Reddo" (レッド)             | 2. oktober 2013 | 15. november 2013     |
| To unge Trænere, Red og Blue, er blevet bedt om at mødes med Professor Oak, som giver dem et Pokédex og beder dem om at udfylde det med data om alle de Pokémon, der findes i Kanto-regionen. Til gengæld før de hver en starter-Pokérmon, hvor Red vælger en Charmander og Blue vælger en Squirtle. Efter at have udkæmpet op til flere kampe, fanget vilde Pokémon, og indsamlet data til sit Pokédex, kæmper Red mod Blue, som dominerer kampen med sin Squirtle. Som Red bliver nedtrykt over sit nederlag, møder han en mand, der lærer ham om båndet mellem Trænere og Pokémon, før han peger ham i retning mod den næste by, Viridian City, hvor han kan hele sin Pokémon. Da han senere ankommer til Pewter Citys Styrkecenter, opdager han manden, han mødte tidligere, Styrkecenterlederen Brock, som tilbyder Red at dyste mod ham. Efter at have lært, at hans Ild-type ikke har den store effekt på Brocks Sten-type Geodude, formår Red at besejre den med sin Nidoran♂. Dog slår Brock igen med sin Onix, som besejrer Reds Pokémon. Som Red begynder at forstå båndet mellem Træntere og Pokémon, formår han at besejre Onix med sin Charmander og gør sig fortjent til Brocks Boulder-emblem. |                                    |                 |                       |
| 2 | "Cubone" "Karakara" (カラカラ)     | 2. oktober 2013 | 18. november 2013     |
| Efter at have fået noget mere kamperfaring og gjort sig fortjent til to emblemer, ankommer Red til Lavender Town, hvor det forlyder, at spøgelser hjemsøger Pokémon Tower, en Pokémon-kirkekård. Før han drager af sted til tårnet, tager Red red til et internat for efterladte Pokémon, hvor han møder en pige ved navn Reina, sammen med en Cubone some blev forældreløs, efter at dens mor, en Marowak, blev slået ihjel af den nederdrægtige organisation Team Rocket. Han finder ud af, at ejeren af internatet, Mr. Fuji, er taget alene til Pokémon Tower, som nu er befængt med Team Rocket-medlemmer. Red beslutter sig for at tage til tårnet for at lede efter ham, mens Blue, som overhørte samtalen, beslutter sig for følge med. De støder begge to kort efter på et spøgelse, hvilket et Silph Scope, som Blue fik fra Team Rocket, afslører er spøgelset til Cubones afdøde mor. Cubone, som stak af fra internatet for at følge efter dem til tårnet, genforenes med sin mor, hvilket lader hende gå over i det hinsides, men hun hjælper dog Red med at jage Team Rocket bort og redde Mr. Fuji. Som tak giver Mr. Fuji Red en Pokéflute og en mystisk sten, inden han drager videre. |                                    |                 |                       |
| 3 | "Giovanni" "Sakaki" (サカキ)       | 2. oktober 2013 | 20. november 2013     |
| Efter Red har fået yderligere to emblemer og udviklet sin Charmander til en Charizard, møder han og Blue den mystiske direktør for Silph Company, som Team Rocket har indtaget for at tilegne sig deres Master Ball, an Poké Ball, der er i stand til at fange enhver Pokémon uden undtagelse. Red infiltrerer Silph Company og befrier alle gidseltagne forskere og Pokémon, og han modtager en Lapras til tak. Red kæmper mod Team Rockets leder, Giovanni, som besejrer ham med sin Nidoqueen, inden han undslipper. Som han fortsætter på sin rejse for at skaffe flere emblemer, ankommer Red til Viridian City, hvor han opdager, at den ottende og endelige Styrkecenterleder er selveste Giovanni. Giovanni lægger ud med at bruge en Rhyhorn, som uden problemer besejrer REds Pokémon, men Red formår at slå to Pokémon ud med sin Hitmonlee. Red sender så sin Charizard af sted for at kæmpå mod Giovannis Rhydon og ender med at besejre den. Med respekt for Reds styrke lader Giovanni Team Rocket gå i opløsning, og giver den sidste emblem til Red, som han har brug for, for at kunne deltage i Pokémonligaen. |                                    |                 |                       |
| 4 | "Charizard" "Rizādon" (リザードン) | 2. oktober 2013 | 22. november 2013     |
| Red ankommer endelig til Pokémonligaen ved Indigo Plateau, hvor han kæmper mod og besejrer ligaens Elite Four. Dog opdager han, at Blue er kommet him i forkøbet, hvilket giver ham til regionens Pokémonmester. For selv at opnå titlen udfordrer Red Blue til en dyst. Dysten bliver afgjort i et slag mellem Reds Charizard og Blues Blastoise, hvor Charizard formår at vinde kampen. De får derefter besøg af Professor Oak, som uddødeliggør Red og hans Pokémon i Pokémonligamestrenes historie. Efterfølgende fortsætter Red på sin rejse og formår at fange alle 149 kendte Pokémon-arter. Som han vender hjem, finder Red dog ud af, at Blue er kommet slemt til skade, da han blev slået af en mystisk Pokémon, som ikke er blandt dem, Red har mødt. Ud fra en skrivning i en journal, som Red erindrer at have læst, regner han ud, at det må være den kunstigt fremstillede Pokémon Mewtwo. Efter at have modtaget råd fra Oak angående de sten, som Mr. Fuji gave ham, drager Red af sted for at kontrontere Mewtwo, som viser sig, at være utroligt stærk. Som både Red og Charizard blive fast besluttede på ikke at give op, begynder de sten, som de modtog—som viser sig at være Mega Stones— at lyse, hvilket resulterer i, at Charizard megaudvikles til Mega Charizard X, som lader dem besejre og fange Mewtwo. Da de indser, at der stadig findes en Mew derude, bliver Red fast besluttet på at fuldende sit Pokédex. |                                    |                 |                       |

## Stemmer
| Karakter      | Japansk             |
| ------------- | ------------------- |
| Red           | Junko Takeuchi      |
| Blue          | Takuya Eguchi       |
| Professor Oak | Katsuji Mori        |
| Brock         | Tomokazu Sugita     |
| Giovanni      | Rikiya Koyama       |
| Reina         | Yui Ishikawa        |
| Lance         | Tokuyoshi Kawashima |
| Mr. Fuji      | Minoru Inaba        |